# Хуба (река)
Хуба — река в Новгородской области России. Устье реки находится в 88 км по правому берегу реки Мста, в районе деревни Выставка. Длина реки — 67 км, площадь водосборного бассейна — 713 км².
Принадлежит бассейну Балтийского моря. Берёт начало в ненаселённой местности в верховом болоте.
На берегах Хубы расположены следующие населённые пункты: Увары, Ильичёво, Борок, Крутик, Федулино, Соколово, Шеляиха, Бурцева Гора, Карпина Гора, Верхние Гоголицы, Нижние Гоголицы, Влички, Добрая вода, Ольховец, Жарово, Дворищи, Мышья Лука, Новое Замотаево, Старое Замотаево, Захарово, Выставка.
Хуба имеет множество небольших притоков, самые заметные из которых Бурга и Ланошенка (оба правые). Между деревнями Борок и Крутик пересекается железнодорожной линией Санкт-Петербург—Москва Октябрьской железной дороги.

## Данные водного реестра
По данным государственного водного реестра России относится к Балтийскому бассейновому округу, водохозяйственный участок реки — Мста без р. Шлина от истока до Вышневолоцкого г/у, речной подбассейн реки — Волхов. Относится к речному бассейну реки Нева (включая бассейны рек Онежского и Ладожского озера).

## Карты
- Лист карты O-36-42 Веребье. Масштаб: 1 : 100 000. Состояние местности на 1980 год. Издание 1987 г.
- Лист карты O-36-54 Торбино. Масштаб: 1 : 100 000. Состояние местности на 1983 год. Издание 1988 г.
- Лист карты O-36-41 Малая Вишера. Масштаб: 1 : 100 000. Состояние местности на 1976 год. Издание 1987 г.
- Лист карты O-36-53 Зайцево. Масштаб: 1 : 100 000. Состояние местности на 1983 год. Издание 1988 г.
- Новгородская область: Атлас / Министерство экономического развития Российской Федерации. Федеральное агентство геодезии и картографии (Роскартография).. — Великий Новгород: Новгородское аэрогеодезическое предприятие, 2008. — 146 с. — (Регионы России). — 200 экз.